# Straß im Straßertale
Straß im Straßertale osztrák mezőváros Alsó-Ausztria Kremsvidéki járásában. 2024 januárjában 1784 lakosa volt. 

## Elhelyezkedése

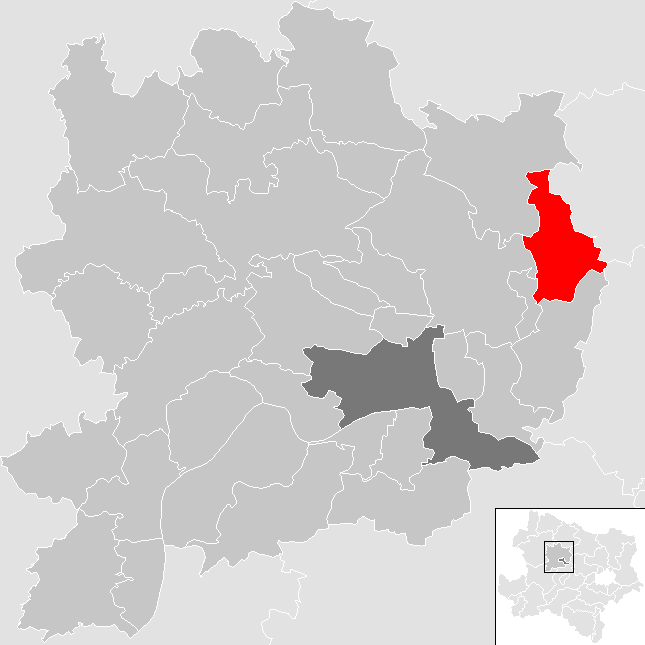
Straß im Straßertale a Kremsvidéki járásban

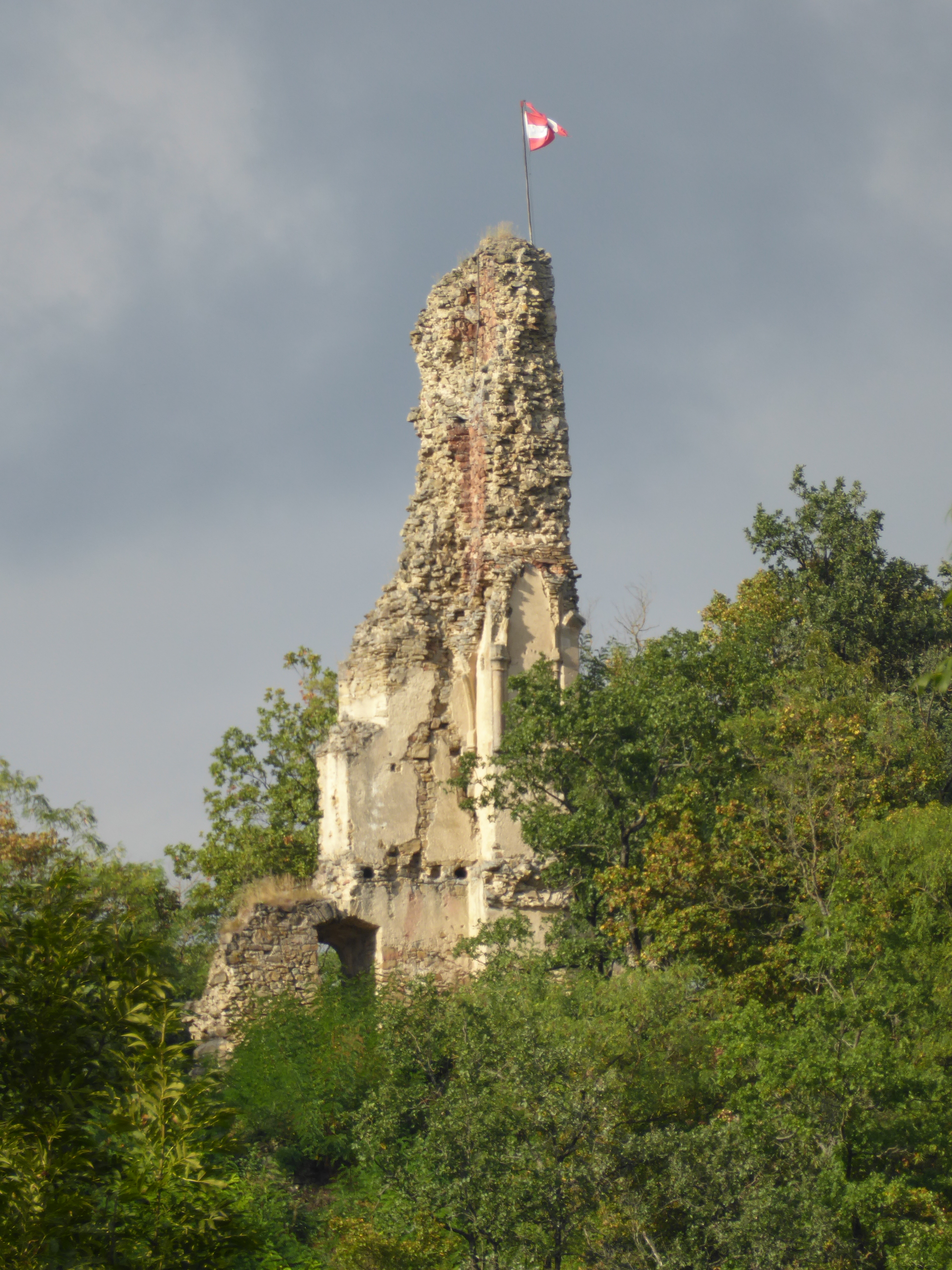
Falkenberg vára

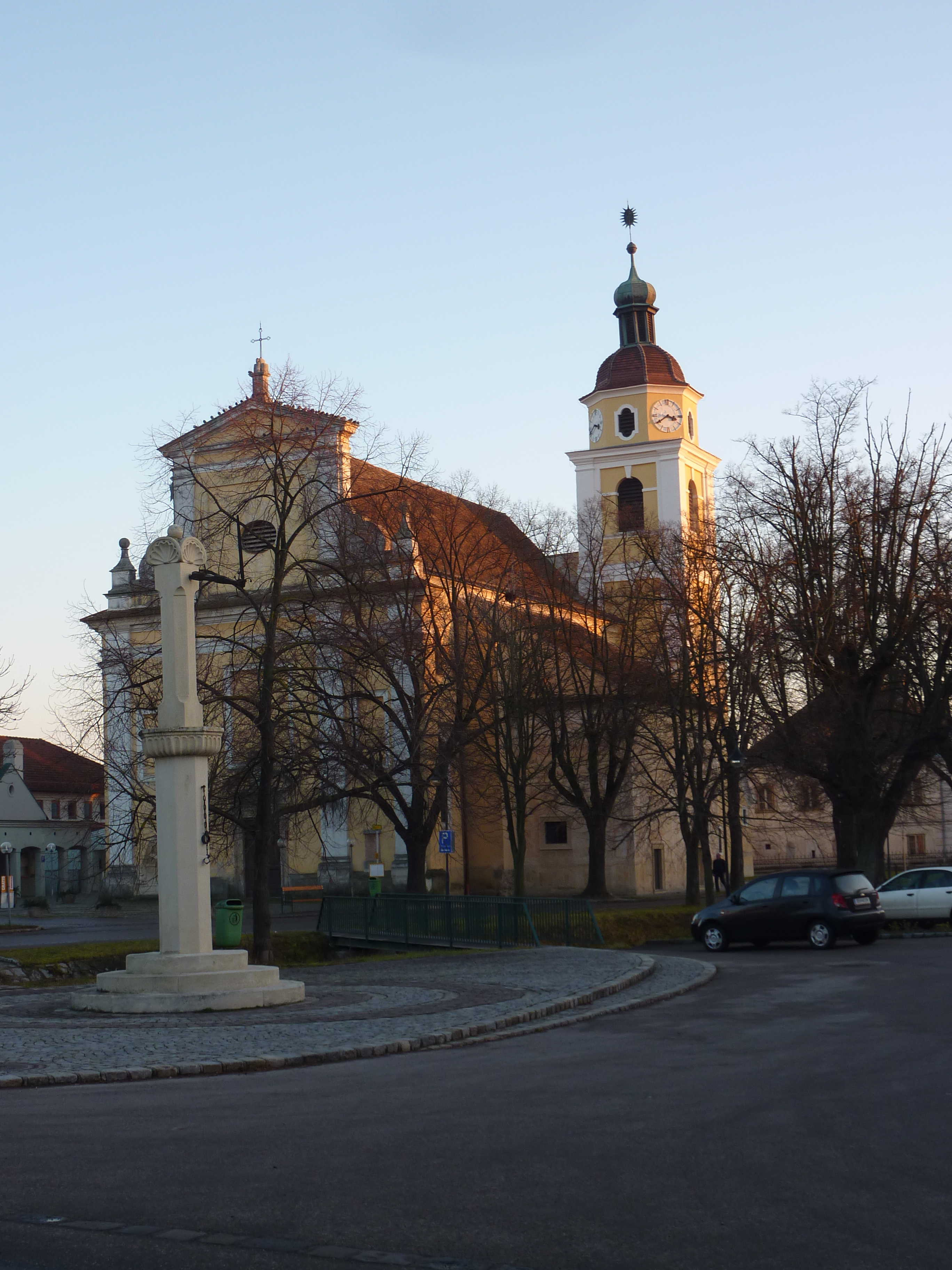
A Szűz Mária mennybevétele-plébániatemplom

Straß im Straßertale a tartomány Waldviertel régiójában fekszik, a Gscheinzbach folyó mentén. Területének 45,6%-a erdő, 23,3% szőlő, 23,5% áll egyéb mezőgazdasági művelés alatt. Az önkormányzat 5 települést egyesít: Diendorf am Walde (19 lakos 2024-ben), Elsarn im Straßertal (205), Obernholz (55), Straß im Straßertale (1414) és Wiedendorf (91).
A környező önkormányzatok: északkeletre Hohenwarth-Mühlbach am Manhartsberg, keletre Fels am Wagram, délkeletre Grafenwörth és Grafenegg, délre Hadersdorf-Kammern, nyugatra Langenlois, északnyugatra Schönberg am Kamp.

## Története
Straßt egy 1090 körüli oklevélben említik először, mint villula Strazá-t. Ötven évvel később a Falkenbergek építettek várat a Straßertal völgyében, amely azonban 1300-ra romba dőlt. A Falkenburg várának közelében elhelyezkedő falut az 1595-ös parasztfelkelést követően délebbre, a Straßertal bejáratához telepítették át. A falu a grafeneggi uradalomhoz tartozott. Johann Baptist Verder von Verdenberg, Grafenegg urának kérésére II. Ferdinánd császár 1628-ban mezővárosi jogokat és címert adományozott a településnek. 1638-ban a túl kicsinek bizonyuló régi templom helyett a főtéren újat kezdtek el építeni. 1645-ben a svédek megszállták és felgyújtották a városkát. 
Az 1795-ös felmérés szerint Straßnak ekkor 151 háza volt. 1825-ben 155 házat, 238 családot (544 férfit, 606 nőt és 123 iskoláskorú gyermeket) számláltak össze; jószágállományuk 26 lóból, 249 tehénből, 6 kecskéből és 237 disznóból állt. A feudális birtokrendszer 1848-as eltörlését követően megalakult Straß, Elsarn, Weidendorf és Diendorf am Walde önkormányzata. 1971-ben Diendorf-Obernholz, Elsarn, Straß és Weidendorf községek Straß im Straßertal néven egyesültek. 

## Lakosság
A Straß im Straßertale-i önkormányzat területén 2024 januárjában 1784 fő élt. Lakosságszáma 1991 óta enyhén gyarapodó tendenciát mutat. 2022-ben az ittlakók 91%-a volt osztrák állampolgár; a külföldiek közül 1,5% a régi (2004 előtti), 2,8% az új EU-tagállamokból érkezett. 2,7% a volt Jugoszlávia (Horvátország és Szlovénia kivételével) vagy Törökország; 2% egyéb ország polgára volt. 2001-ben a lakosok 89,8%-a római katolikusnak, 0,8% evangélikusnak, 2,5% mohamedánnak, 6,2% pedig felekezeten kívülinek vallotta magát. Ugyanekkor 3 magyar élt a mezővárosban; a legnagyobb nemzetiségi csoportot a németek (95,1%) mellett a horvátok alkották 1%-kal. 
A népesség változása:

| 2016 | 1 646 |
| 2018 | 1 678 |

## Látnivalók
- Falkenberg várának romjai
- a straßi Szűz Mária mennybevétele-plébániatemplom
- az elsarni Szt. Margit-plébániatemplom
- a borászati múzeum
- a tűzoltómúzeum